# Orvinio
Orvinio é uma comuna italiana da região do Lácio, província de Rieti, com cerca de 427 habitantes. Estende-se por uma área de 24 km², tendo uma densidade populacional de 18 hab/km². Faz fronteira com Percile (RM), Pozzaglia Sabina, Scandriglia, Vallinfreda (RM), Vivaro Romano (RM).
Pertence à rede das Aldeias mais bonitas de Itália.

## Demografia
| Variação demográfica do município entre 1861 e 2011                               |
|                                                                                   |
| Fonte: Istituto Nazionale di Statistica (ISTAT) - Elaboração gráfica da Wikipedia |